# Nehemiah Grew

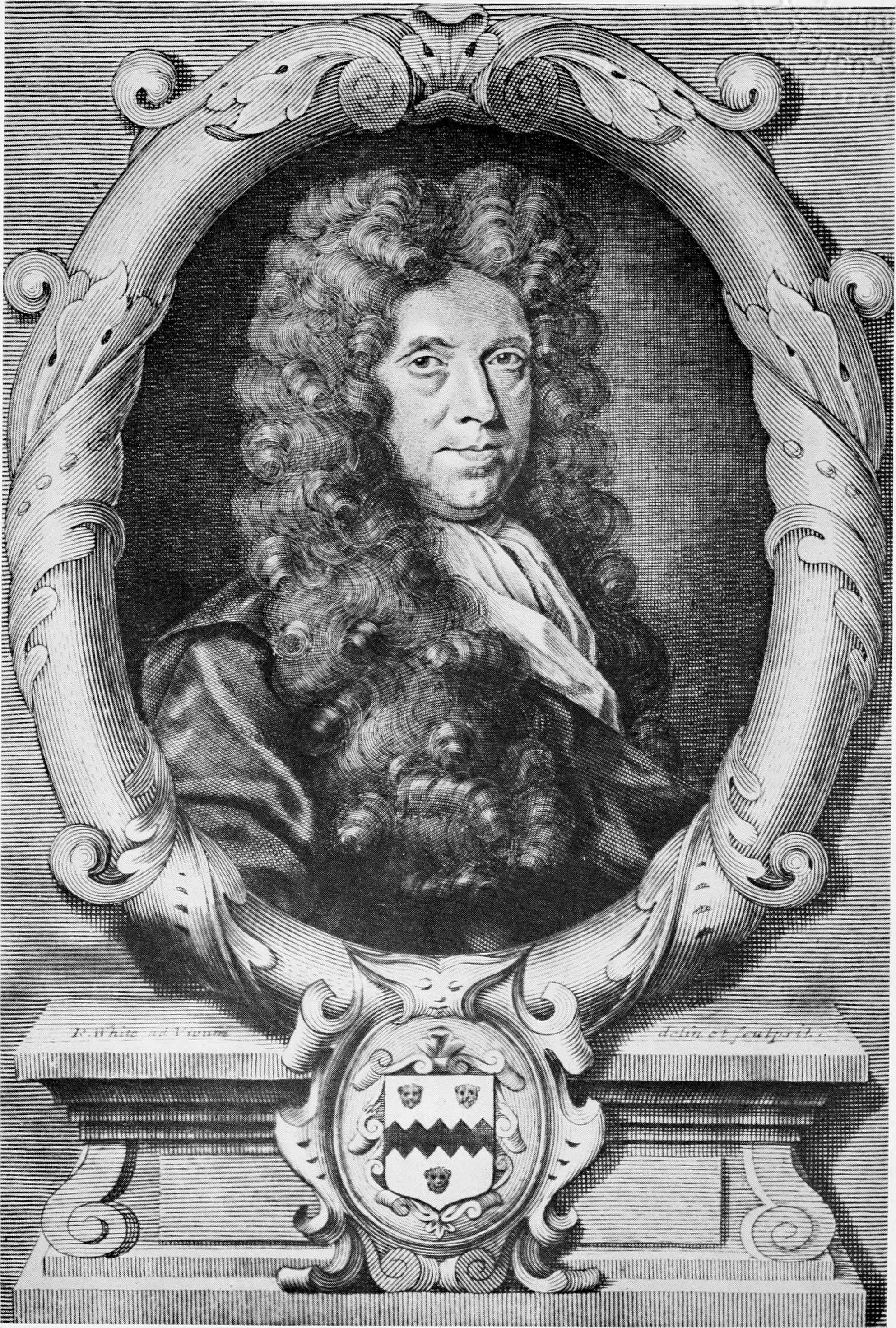
Nehemiah Grew (1700), gestochen von Robert White (1645–1703) aus Cosmologia Sacra

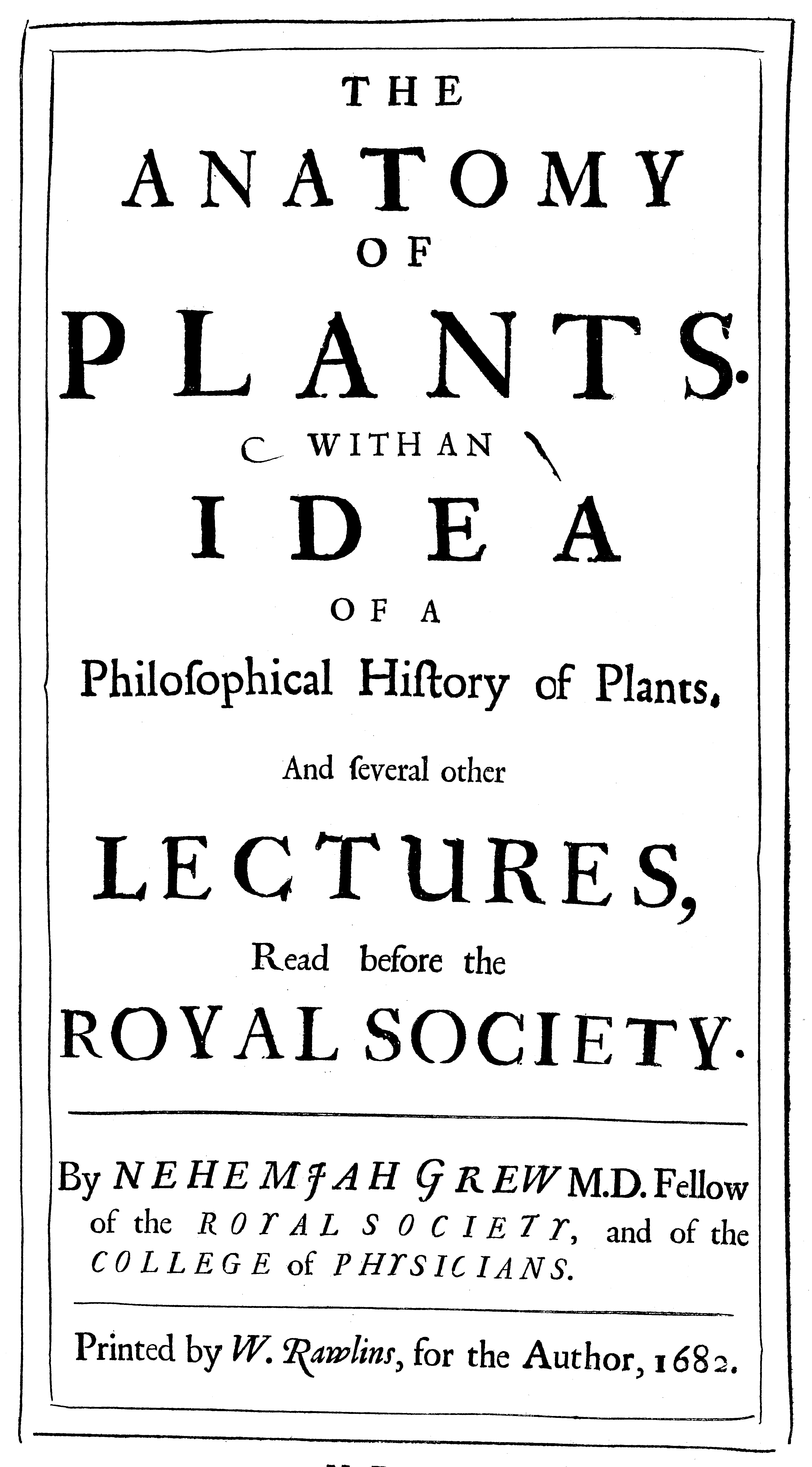
Titelseite von The anatomy of plants (1682)

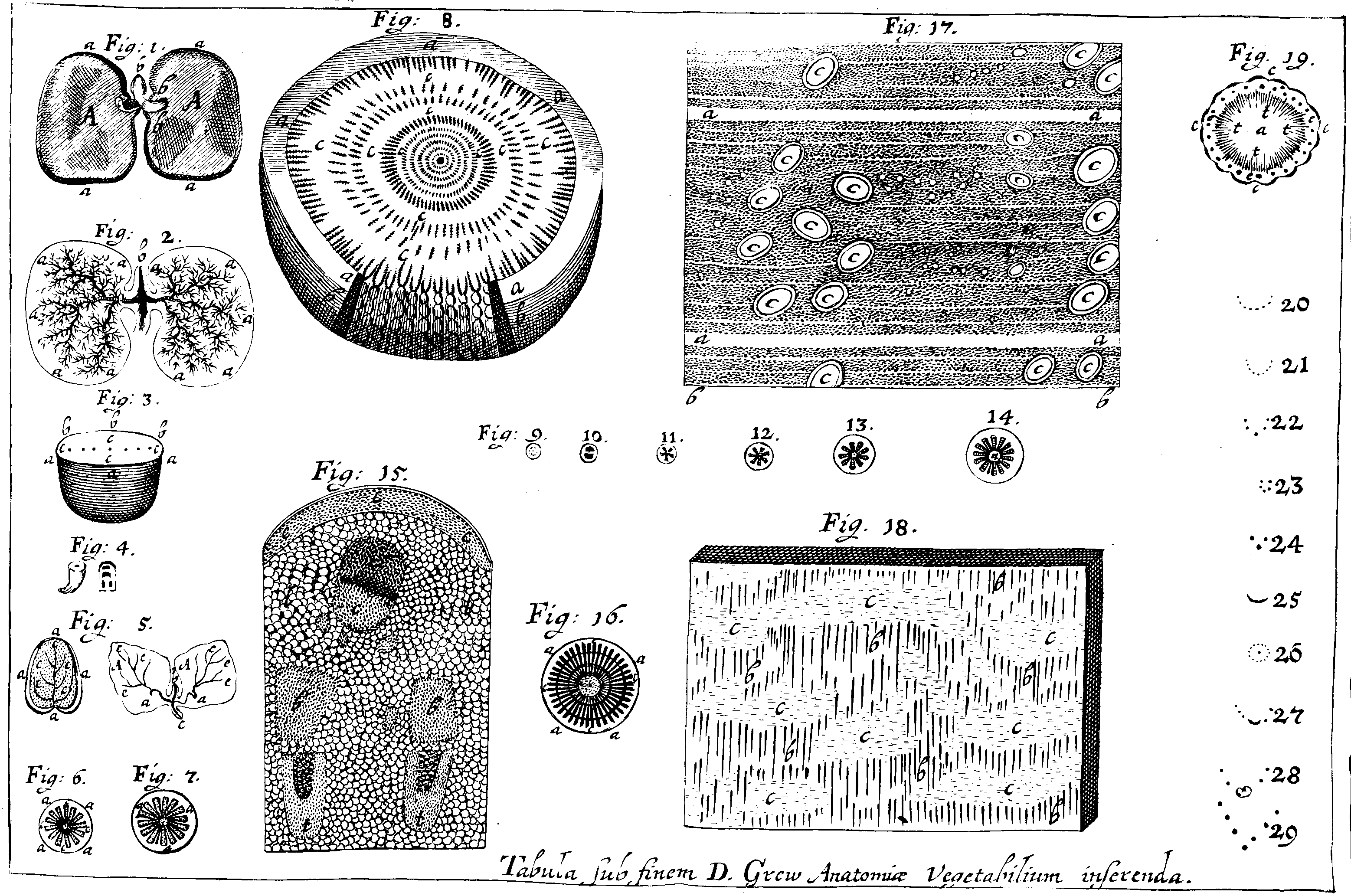
Tafel aus Anatomiae vegetabilium primordia (1678), der lateinischen Übersetzung von The anatomy of vegetables begun (1672)

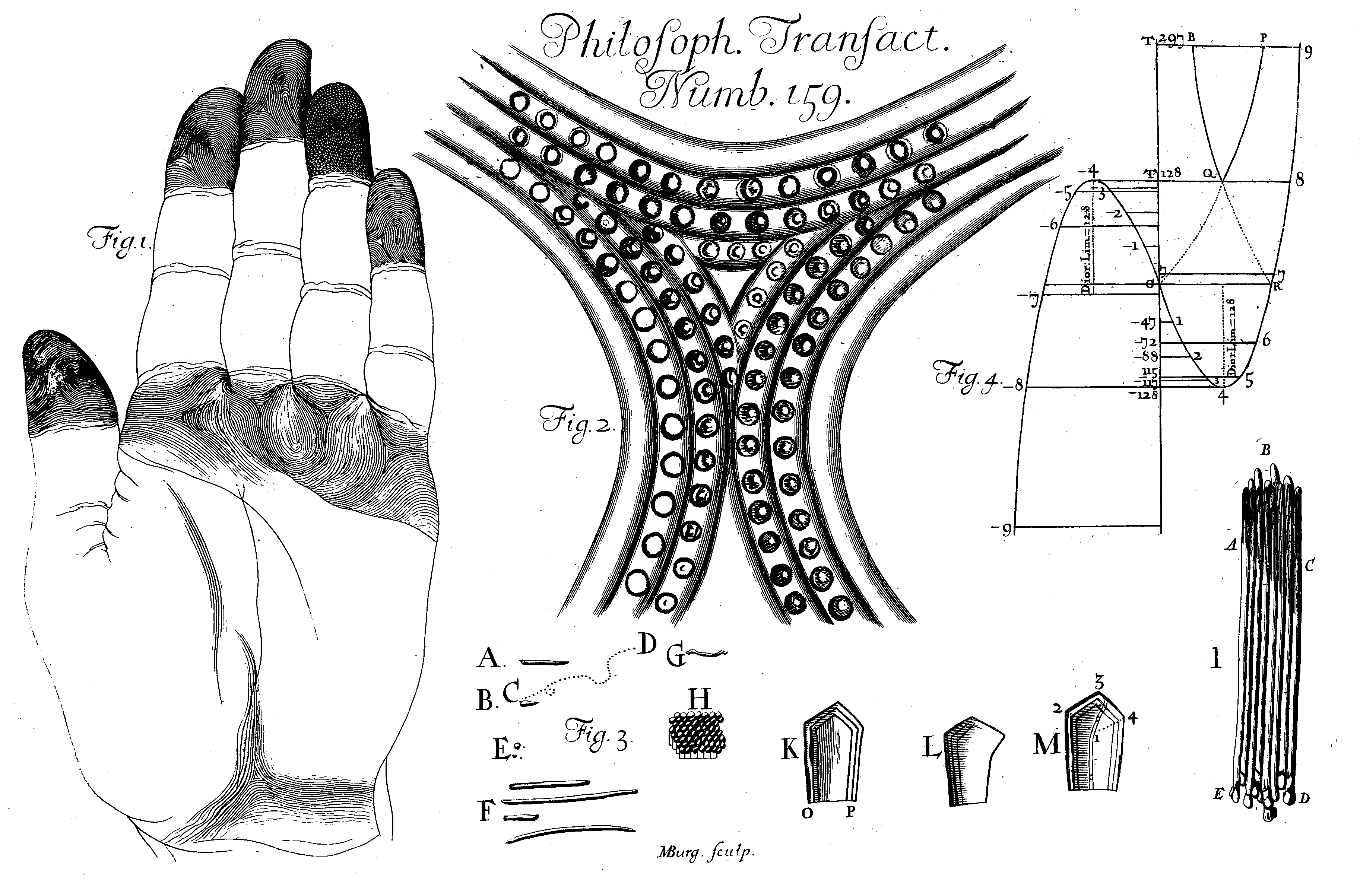
Begleitende Tafel zum Artikel The description and use of the pores in the skin of the hands and feet (1684)

Nehemiah Grew (* 26. September 1641 in Coventry; † 25. März 1712 in London) war ein englischer Arzt sowie Pflanzenanatom und -physiologe

## Leben und Wirken
Grew war das einzige Kind von Obadiah Grew (1607–1689) und Helen Sampson (1603–1687, geborene Vicars). Er studierte zunächst am Pembroke College der University of Cambridge, wo er 1661 den Bachelor of Arts (B.A.) erwarb. An der Universität Leiden graduierte Grew am 14. Juli 1671 mit der Schrift De liquore nervosa zum Doktor der Medizin (M.D.). Er praktizierte anschließend als Arzt in Coventry und kurze Zeit später in London. Von 1672 bis 1673 bekleidete Grew den neu geschaffenen Posten als Curator für Plant Anatomy (Pflanzenanatomie) der Royal Society. Nach dem Tod von Henry Oldenburg wurde er am 13. Dezember 1677 zum Sekretär der Royal Society ernannt. Diese Funktion übte er bis 1679 aus und gab von Januar 1678 bis Februar 1679 die Philosophical Transactions der Royal Society heraus. Dem Council der Royal Society gehörte Grew 1675, 1677 bis 1683, 1690 und 1692 an.
Am 11. Mai 1671 wurde Grews erste Schrift über Pflanzenanatomie The anatomy of vegetables begun dem Council der Royal Society vorgestellt und der Druck derselben beauftragt. Das Werk erschien Ende 1671 und enthielt drei Tafeln mit 29 Abbildungen, darunter eine mit dem Mikroskop angefertigte Querschnittszeichnung des Stängels einer Klette (Abbildung 15). 1673 erschien An idea of a phytological history propounded in dem Grew die verschiedenen Methoden auflistete mit denen Pflanzen untersucht werden könnten. Außerdem beschäftigte er sich darin mit der Anatomie der Wurzeln. Zwei Jahre später folgten mit The comparative anatomy of trunks seine Untersuchungen über die vergleichende Anatomie der Stängel. Am 22. Februar 1682 ordnete der Council der Royal Society an Grews bisherige Schriften und unveröffentlichte Vorträge zur Pflanzenanatomie in einem Band zu drucken. Darunter befinden sich Vorträge über die Anatomie der Blätter und Blüten aus dem Jahr 1676 sowie der Früchte und Samen aus dem Jahr 1677. Weitere sieben Vorträge aus dem Zeitraum 1674 bis 1677 ergänzen das unter dem Titel The anatomy of plants veröffentlichte Werk.
Grew erkannte, dass Pflanzen aus Zellen aufgebaut sind. Er unterschied parenchymatisches Gewebe von den longitudinal gestreckten Faserformen, beschrieb die echten Gefäße und die saftführenden Kanäle und wies (gleichzeitig, jedoch wesentlich sorgsamer als Marcello Malpighi) die Zusammenlegung dieser Gewebeformen in den verschiedenen Organen der Pflanzen nach. Auch über den Bau der Spiralgefäße hatte er klarere Vorstellungen.
Grew prägte den Begriff Radicula für die Wurzelanlage der Pflanzenkeimlinge. Den aus der Medizin bekannten Begriff Parenchym übertrug er auf pflanzliches Gewebe. Er erkannte, dass die Staubblätter (bei Grew als „attire“ bezeichnet) die Rolle des männlichen Partners bei der geschlechtlichen Fortpflanzung der Pflanzen spielen. Eine Idee, die er etwa zeitgleich mit Thomas Millington (1628–1704) hatte.
Grew publizierte außerdem zur medizinischen Verwendung von Salz und zur Meerwasserentsalzung, wozu er 1698 auch ein Patent anmeldete. Er entdeckte im weiterhin, dass sich die Menschen in ihren Fingerabdrücken unterscheiden. Hierzu veröffentlichte er 1684 die erste Arbeit weltweit zu diesem Thema, wobei er charakteristische Merkmale wie Hautrillen, Furchen, Täler und Porenstrukturen der Fingerabdrücke erläuterte.

## Ehrungen
Am 2. November 1671 wurde Grew auf Vorschlag von Robert Hooke als Mitglied („Fellow“) in die Royal Society gewählt. Am 30. September 1680 wurde er Ehrenmitglied („Honorary Fellow“) des College of Physicians.
Carl von Linné benannte Grew zu Ehren die Gattung der Sternbüsche (Grewia), die heute in die Pflanzenfamilie der Malvengewächse (Malvaceae) eingeordnet ist.

## Schriften (Auswahl)
Bücher
- De liquore nervosa. Johannis Elsevier, Leiden 1671 (Digitalisat) – Dissertation.
- The anatomy of vegetables begun. With a general account of vegetation founded thereon. Spencer Hickman, London 1672 (Digitalisat).
  - Anatomiae vegetabilium primordia, cum generali theoria vegetationis eidem superstructa. In: Miscellanea curiosa, sive ephemeridum medico-physicarum germanicarum academiae naturae curiosorum. Band 8, Anhang, 1678, S. 287–379 (Digitalisat, Digitalisat).
- An idea of a phytological history propounded. Together with a continuation of the anatomy of vegetables, particularly prosecuted upon roots. And an account of the vegetation of roots. Grounded chiefly thereupon. Richard Chiswell, London 1673 (Digitalisat, Volltext).
  - Idea historiae phytologicae, cum continuatione anatomiae vegetabilium, speciatim in radicibus, et theoria vegetationis radicum eidem praecipue superstructa, proposita. In: Miscellanea curiosa, sive ephemeridum medico-physicarum germanicarum academiae naturae curiosorum. Band 9, Anhang, 1679, S. 99–218 (Digitalisat).
- The comparative anatomy of trunks together with an account of their vegetation grounded thereupon; in two parts […]. Walter Kettilby, London 1675 (Digitalisat, Volltext).
  - Comparativa anatomia truncorum una cum theoria vegetationis eorum eidem superstructa. In: Miscellanea curiosa, sive ephemeridum medico-physicarum germanicarum academiae naturae curiosorum. Band 10, Anhang, 1680, S. 219–293 (Digitalisat).
- A discourse made before the Royal Society, Decemb. 10, 1674 concerning the nature, causes, and power of mixture. John Martyn, London 1675 (Digitalisat).
- Experiments in consort of the luctation arising from the affusion of several menstruums upon all sorts of bodies. John Martyn, London 1678 (Digitalisat, Volltext).
  - Recueil d’expériences et observations curieuses sur le combat, qui procède du mlange des corps, sur les saveurs et sur les odeurs. Estienne Michallet, Paris 1679 (Digitalisat).
    - Neue Auflage, Pierre Vander Aa, Leiden 1691 (Digitalisat).
- Musaeum regalis societatis, or, A catalogue and description of the natural and artificial rarities belonging to the Royal Society and preserved at Gresham Colledge. […] Whereunto is subjoyned The comparative anatomy of stomachs and guts. W. Rawlins, London 1681 (Digitalisat).
  - Tho. Malthus, London 1685 (Digitalisat, Volltext).
- The anatomy of plants with an idea of a philosophical history of plants, and several other lectures, read before the royal society. W. Rawlins, London 1682 (Digitalisat, Volltext).
  - Anatomie des plantes. Qui contient une Description exacte de leurs parties & de leurs usages, & qui fait voir comment elles se forment, & comment elles croissent. Lambert Roulland, Paris 1675 (Digitalisat) – enthält nur die ersten drei Teile.
    - 2. Auflage, Antoine Dezallier, Paris 1679.

  - Anatomie des plantes […] et L’ame des plantes […] Avec un recueil d’expériences.Pierre Vander Aa, Leiden 1685 (Digitalisat).
    - Neue Auflage, Leiden 1691 (Digitalisat).
    - Anotomia, ed anima delle piante, che contiene Una esatta Descrizione della loro origine, nodrimento, progresso, parti, ed usi, e che da a divedere come si formino, e come crescano. Con una raccolta Di Sperienze, ed Osservazioni curiose sopra il combattimento risultante dalla mescolanza de’ corpi, come anche sopra i Sapori, e sopra gli Odori. Luigi Pavini, Venedig 1763 (Digitalisat).
- New experiments, and useful observations concerning sea-water made fresh according to the patentees invention. [London] 1683. (Digitalisat, Volltext).
  - 10. Auflage, London 1685 (Digitalisat).
- Tractatus de Salis Cathartici Amari in Aquis Ebeshamensibus et hujusmodi aliis contenti, natura et usu. London 1695 (Digitalisat).
  - A Treatise of the nature and use of the Bitter Purging Salt contain’d in Epsom, and such other waters. London 1697 (Digitalisat).
- Cosmologia Sacra: or a Discourse of the Universe. As it is the Creature and Kingdom of God. Chiefly written to demonstrate the truth and excellency of the Bible, which contains the Laws of his Kingdom in this Lower World. Rogers, Smith, Walford, London 1701 (Digitalisat).

Zeitschriftenbeiträge
- The description and use of the pores in the skin of the hands and feet. In: Philosophical Transactions of the Royal Society. Band 14, Nr. 159, 20. Mai 1684, S. 566–567 (doi:10.1098/rstl.1684.0028).
- Observationes aliquot rariores de morboso liene. In: Philosophical Transactions of the Royal Society. Band 17, Nr. 194, 30. September 1691. S. 543–544 (doi:10.1098/rstl.1686.0103).
- The description of the American tomineius, or humming bird. In: Philosophical Transactions of the Royal Society. Band 17, Nr. 200, 31. Mai 1693, S. 760–761 (doi:10.1098/rstl.1693.0036).
- A query put by Dr. N. Grew, concerning the food of the Humming Bird; occasioned by the description of it in the transactions. Numb. 200. In: Philosophical Transactions of the Royal Society. Band 17, Nr. 201, 30. Juni 1693, S. 815 (doi:10.1098/rstl.1693.0044).
- A demonstration of the number of acres contained in England, or South-Britain; and the use which may be made of it. In: Philosophical Transactions of the Royal Society. Band 27, Nr. 330, 30. Juni 1711, S. 266–269 (doi:10.1098/rstl.1710.0020).